# گریت کرسینگهم
گریت کرسینگهم (به انگلیسی: Great Cressingham) یک روستا و محله مدنی در بریتانیا است که در Breckland District واقع شده‌است. گریت کرسینگهم ۹٫۸۴ کیلومتر مربع مساحت و ۲۷۹ نفر جمعیت دارد.